# Kusics
Kusics (szerbül Кусић / Kusić) település Szerbiában, a Vajdaság Dél-bánsági körzetében, a fehértemplomi községben. A román-szerb államhatártól mindössze fél kilométerre fekszik.

## Fekvése
Fehértemplomtól délkeletre, a Néra folyó mentén fekvő település.

## Története
Kusics (Kusák) nevét 1349-ben említette először oklevél Kusaak, majd 1383-ban Kuzik néven.
Az 1300-as évek közepén Jánki Miklós birtoka volt, ahol Szeri Pósa fia, János mester idevaló tisztje hatalmaskodott.
1383-ban Jánki Miklós fiát Lászlót itt idézik meg.
1910-ben 2824 lakosából 18 fő magyar, 45 fő német, 122 fő román, 2151 fő szerb, 487 fő egyéb (legnagyobbrészt csehek és cigányok) anyanyelvűnek vallotta magát. Vallás tekintetében 98 fő római katolikus, 5 fő református, 2716 fő görög keleti ortodox, 4 fő egyéb vallású volt. A lakosok közül 947 fő tudott írni és olvasni. Ekkor az itteni lakosok közül 125 fő tudott magyarul beszélni.
A 20. század elején Temes vármegye Fehértemplomi járásához tartozott.

## Népesség

### Demográfiai változások
| 1948 | 1953 | 1961 | 1971 | 1981 | 1991 | 2002 | 2011 |
| ---- | ---- | ---- | ---- | ---- | ---- | ---- | ---- |
| 2057 | 2059 | 1912 | 1808 | 1622 | 1560 | 1361 | 1164 |

## Nevezetességek
- Görögkeleti temploma - 1747-ben épült

## Jegyzetek

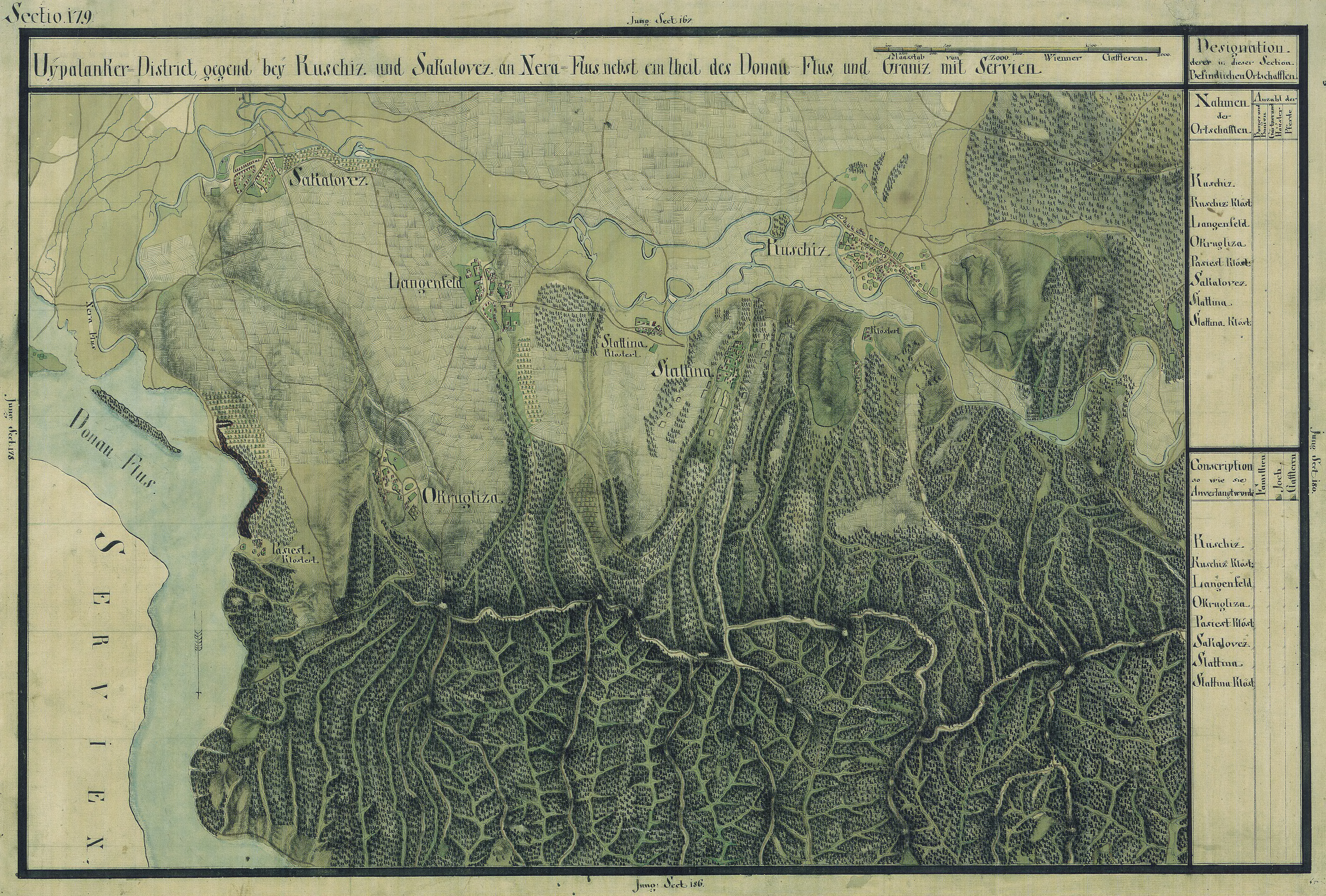
Kusics egy régi térképen